# Jezioro Janiszowice
Jezioro Janiszowice este o arie protejată (arie specială de conservare — SAC, sit de importanță comunitară — SCI) din Polonia întinsă pe o suprafață de 206,07 ha, integral pe uscat.

## Localizare
Centrul sitului Jezioro Janiszowice este situat la coordonatele 51°53′52″N 15°02′27″E / 51.8977°N 15.0409°E.

## Înființare
Situl Jezioro Janiszowice a fost declarat sit de importanță comunitară în octombrie 2009 pentru a proteja 4 specii de animale. Situl a fost protejat și ca arie specială de conservare în februarie 2017.

## Biodiversitate
Situată în ecoregiunea continentală, aria protejată conține 5 habitate naturale: Ape stătătoare oligotrofe până la mezotrofe, cu vegetație de Littorelletea uniflorae și/sau de Isoëto-Nanojuncetea, Lacuri eutrofice naturale cu vegetație de tip Magnopotamion sau Hydrocharition, Mlaștini calcaroase cu Cladium mariscus și specii de Caricion davallianae, Mlaștini împădurite, Păduri aluvionare cu Alnus glutinosa și Fraxinus excelsior (Alno-Padion, Alnion incanae, Salicion albae).
La baza desemnării sitului se află mai multe specii protejate:
- mamifere (1): castor (Castor fiber)
- nevertebrate (1): fluturele purpuriu (Lycaena dispar)
- pești (2): zvârluga (Cobitis taenia), țipar (Misgurnus fossilis)